# سيكريت جاردن
سيكريت جاردن هي فرقة إيرلندية نرويجية متخصصة في الموسيقى الآلية الجديدة، بقيادة الثنائي المكون من عازفة الكمان والمغنية الأيرلندية فيونوالا شيري والملحن والمنسق وعازف البيانو النرويجي رولف لوفلاند. 
اشتهرت الفرقة بفوزها بمسابقة الأغنية الأوروبية عام ١٩٩٥، ممثلةً النرويج بأغنيتها " نوكترن ". وعلى مدار شراكة دامت أكثر من ٢٥ عامًا، باعت الفرقة ملايين الألبومات حول العالم، وحصل العديد منها على شهادة البلاتين في العديد من الدول.

## تاريخ

### مسابقة الأغنية الأوروبية
فازت الفرقة النرويجية بمسابقة الأغنية الأوروبية للمرة الثانية عام ١٩٩٥ بأغنيتها " نوكتورن ". كانت هذه هي المرة الوحيدة التي تفوز فيها مقطوعة موسيقية آلية بمسابقة الأغنية الأوروبية، على الرغم من تضمين بعض كلمات الأغاني النرويجية ، التي كتبها كاتب السيناريو بيتر سكافلان، لضمان التزام المشاركة بقواعد المسابقة. غنت المغنية النرويجية غونهيلد تفينريم الأغنية في مسابقة الأغنية الأوروبية، وشاركها هانز فريدريك جاكوبسن على صافرة البنس، وعازفة الهارب السويدية آسا جيندر ، على الرغم من أن أياً منهما لم يكن عضواً منتظماً في الفرقة. قبل عشر سنوات، كتب رولف لوفلاند أغنية " لا ديت سوينغ " (دعها تتأرجح) التي ضمنت للنرويج فوزها الأول في مسابقة الأغنية الأوروبية عام ١٩٨٥.  

### الألبوم الأول
كان نجاحهم في مسابقة يوروفيجن بمثابة رأس حربة لنجاح ألبومهم الأول "أغاني من حديقة سرية" . بيع منه مليون نسخة حول العالم، وحصل على شهادة البلاتين في النرويج وكوريا، وشهادة الذهب في أيرلندا وهونغ كونغ ونيوزيلندا، وظلّ عامين في قوائم بيلبورد لأغاني العصر الجديد عامي 1996 و1997. اقتبست باربرا سترايسند أغنية "أوتار القلوب" من هذا الألبوم لتصبح أغنية "حلمت بك" في ألبومها "حب مثلنا ". كما استخدمت أغنية "أوتار القلوب" في حفل زفافها من جيمس برولين.
تم إصدار نسخة معاد إتقانها من الألبوم في عام 2025 للاحتفال بالذكرى الثلاثين للألبوم.

### ألبومات أخرى
تم إصدار ألبوم تجميعي بعنوان Dreamcatcher في عام 2000. وأصدرت فرقة Secret Garden ألبوم Dreamcatcher: Best Of لجولتها في أستراليا ونيوزيلندا في عام 2004، وقد وصل هذا الألبوم إلى قمة مخططات العصر الجديد الأسترالية ومخططات أفضل 50 ألبومًا في ARIA.
صدر ألبومهم الثاني "وايت ستونز" عام ١٩٩٧، ودخل أيضًا قائمة أفضل عشرة ألبومات في قائمة بيلبورد لموسيقى العصر الجديد. صدر ألبومهم الثالث "فجر قرن جديد" عام ١٩٩٩، وكان ثالث ألبوم استوديو لهم، وتضمن كلمات من كلمات النرويجي بيتر سكافلان. كما حقق ألبومهم الاستوديو "مرة واحدة في قمر أحمر" الصادر عام ٢٠٠١ نجاحًا عالميًا، ودخل قائمة أفضل عشرة ألبومات في بيلبورد لموسيقى العصر الجديد .
بعد عدة ألبومات أخرى، أصدروا ألبومهم العاشر، Storyteller ، في عام 2019. 

### الأغاني البارزة
أغنية " You Raise Me Up " الأكثر شهرة، والتي أداها في الأصل جوني لوجان وبريان كينيدي، تم تسجيلها من قبل أكثر من مائة فنان آخر بما في ذلك جوش غروبان، وراسل واتسون ، وويست لايف ، وسيسيل كيركجيبو ، وبيكي تايلور ، وسيلتيك وومان ، ولينا بارك ، وروبرت تريمليت، وإل ديفو ، وريديان ، وسيرجيو دالما .
فازت أغنية " نوكترن " بمسابقة الأغنية الأوروبية عام ١٩٩٥. واستُخدمت مقطوعتهم "أداجيو"، التي تتضمن عزفًا منفردًا باللغة الإنجليزية ، في فيلم وونغ كار واي ٢٠٤٦ الذي عُرض عام ٢٠٠٤. 

### كتاب السيرة الذاتية
في عام ٢٠١٥، نشرت "الحديقة السرية" كتابًا بعنوان "أنتِ رُفِعتِني: قصة الحديقة السرية" ، شارك في تأليفه رولف لوفلاند وفيونوالا شيري. يروي الكتاب قصة انتصاراتهما، بالإضافة إلى المحن والشدائد التي واجهاها على مدار عقدين من الزمن.

## ديسكوغرافيا

### ألبومات الاستوديو
| سنة  | الألبوم                                                           | مواقع الذروة | مواقع الذروة | مواقع الذروة     |
| سنة  | الألبوم                                                           | ولا          | أستراليا     | نحن العصر الجديد |
| ---- | ----------------------------------------------------------------- | ------------ | ------------ | ---------------- |
| 1996 | أغاني من حديقة سرية                                               | 1            | 64           | 5                |
| 1997 | الحجارة البيضاء                                                   | 6            | —            | 7                |
| 1999 | فجر قرن جديد                                                      | 10           | —            | 4                |
| 2001 | ذات مرة في القمر الأحمر                                           | 2            | 74           | 2                |
| 2004 | أغاني الأرض                                                       | 9            | 51           | 1                |
| 2007 | أنا أغني في الداخل                                                | 1            | 92           |                  |
| 2011 | قصيدة الشتاء                                                      | 5            | —            | 5                |
| 2013 | فقط نحن الاثنان                                                   | 6            | —            | 7                |
| 2019 | راوي القصص                                                        | 6            | —            | 7                |
| 2024 | أغاني في دائرة الزمن                                              | —            | —            | —                |
| 2025 | أغاني من حديقة سرية (طبعة الذكرى السنوية الثلاثين المُعاد تصميمها) | —            | —            | —                |

### ألبومات التعاون

#### مع كاثرين إيفرسن
| سنة  | الألبوم                           | مواقع الذروة | مواقع الذروة | مواقع الذروة     |
| سنة  | الألبوم                           | ولا          | أستراليا     | نحن العصر الجديد |
| ---- | --------------------------------- | ------------ | ------------ | ---------------- |
| 2020 | الليلة المقدسة: ألبوم عيد الميلاد | —            | —            | —                |

### الألبومات الحية
| سنة  | الألبوم        | مواقع الذروة |
| سنة  | الألبوم        | ولا          |
| ---- | -------------- | ------------ |
| 2016 | العيش في كيلدن | 18           |

### ألبومات التجميع
| سنة      | الألبوم                                                  | مواقع الذروة | مواقع الذروة |
| سنة      | الألبوم                                                  | ولا          | أستراليا     |
| -------- | -------------------------------------------------------- | ------------ | ------------ |
| 1998     | القصص الخيالية                                           | 18           | —            |
| 1999     | أبرز الأحداث                                             | 30           | —            |
| عام 2000 | صائد الأحلام: أفضل ما في الحديقة السرية                  | —            | 40           |
| 2004     | الحديقة السرية المطلقة (آسيا)                            | —            | —            |
| 2018     | أنت ترفعني – المجموعة                                    | —            | —            |
| 2020     | نوكترن: مجموعة الذكرى السنوية الخامسة والعشرين (النرويج) | —            | —            |
| 2025     | الربيع السري                                             | —            | —            |

## روابط خارجية
- الموقع الرسمي
- Official YouTube channel